# 池子
池子（1995年10月6日—），本名王越池，河南省人，成长于北京，脱口秀演员。
2015年3月底，放弃读大学、在家赋闲一年多的池子无意间在网上了解到北京脱口秀俱乐部，随后在俱乐部招新中加入。四个月后的8月，池子作为新人，第一次进北京酒吧进行“开放麦”脱口秀表演，受李诞发掘邀请加入《今晚80后脱口秀》，后成为常驻嘉宾。2017年参与制作《吐槽大会》、《脱口秀大会》等节目。
2019年1月，《吐槽大会》第三季收官之时，池子发微博宣布将不再录制《吐槽大会》。
2020年1月，因经济纠纷，与笑果文化提出解约，双方进入仲裁程序。同年5月6日，池子在微博中披露此事，并在文中透露中信银行以配合大客戶要求為由，在未获其同意的前提下將其两年內的銀行交易流水非法洩露給笑果，事件引发公众关注。5月7日，中信银行承认此事不合规定，并宣布將相應支行行长予以撤职。同年8月12日，池子在微博宣布已与笑果文化和平解约。双方最终庭外和解，并且池子同意不再公开谈论解约风波。2021年3月，中信银行因客户信息保护不当的相关问题被银保监会消保局罚款450万元。
2020年11月16日，池子宣布签约并入职公司“萌扬文化”。12月9日在上海举办了年内第一场线下脱口秀表演。
2021年11月，發长文宣布注销（退出）微博，并在文中批评微博的舆论环境。
2023年2月，在北美进行脱口秀巡演后，据传因演出内容涉及中国敏感话题，在中国大陆多家网络平台上被封杀。

## 综艺节目
- 2016年，《今晚80后脱口秀》，常驻嘉宾
- 2016年，腾讯视频《吐槽大会》常驻嘉宾
- 2017年，腾讯视频《脱口秀大会》常驻嘉宾
- 2017年，腾讯视频《吐槽大会第二季》[32]
- 2018年，腾讯视频《吐槽大会第三季》常驻嘉宾
- 2018年，东方卫视《没想到吧》常驻嘉宾
- 2018年，芒果TV《我是未来》第二季主持人
- 2021年，优酷《草莓星球来的人》主持人